# Diatropomma claudia
Diatropomma claudia är en tvåvingeart som först beskrevs av Francois 1960.  Diatropomma claudia ingår i släktet Diatropomma och familjen svävflugor.
Artens utbredningsområde är Burundi. Inga underarter finns listade i Catalogue of Life.